# Alí Geráí
Mohammad Alí Abdolhamíd Geráí (* 21. května 1994 Šíráz) je íránský zápasník – klasik.

## Sportovní kariéra
Zápasení se aktivně věnuje od 15 let společně s mladším bratrem Rezou. Specializuje se na řecko-římský styl. V íránské mužské reprezentaci se pohyboval od roku 2015 ve váze do 66 kg. V roce 2012 prohrál nominaci na olympijské hry v Londýně s Omídem Naurózím. Od roku 2017 startuje střídavě ve váze do 77 kg a v neolympijské váze do 71 (72) kg.

## Výsledky
| Turnaj            | 2015 | 2016 | 2017 | 2018 |
| Turnaj            | 21   | 22   | 23   | 24   |
| Turnaj            | -66  | -66  | -71  | -77  |
| ----------------- | ---- | ---- | ---- | ---- |
| Olympijské hry    |      | —    |      |      |
| Mistrovství světa | —    |      | 3.   | úč.  |
| Asijské hry       |      |      |      | 1.   |
| Mistrovství Asie  | 2.   | —    | —    | 2.   |